# Zlín (vùng)

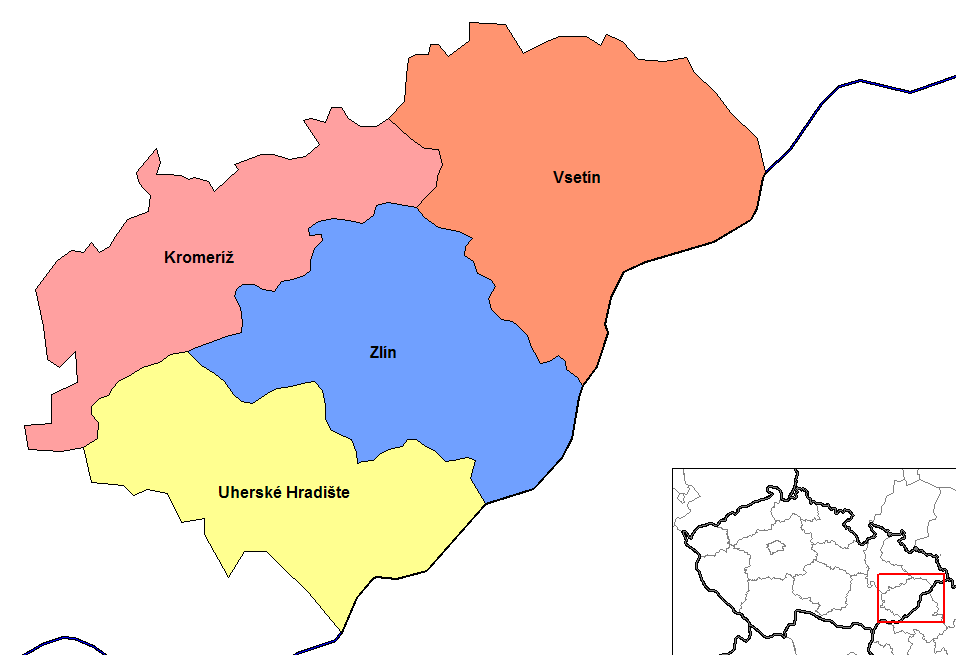
Quận của vùng Zlín

Vùng Zlín (tiếng Séc: Zlínský kraj) là một vùng của Cộng hòa Séc, nằm ở đông trung bộ của vùng lịch sử Bohemia, giáp biên giới với vùng Bratislava. Vùng này có dân số là 597.051 người (thời điểm tháng 3 năm 2011), diện tích là 3964 km2. Thủ phủ vùng đóng tại thành phố Zlín, tên vùng được đặt theo tên thủ phủ.
Điểm cao nhất nằm ở Čertův mlýn có độ cao 1.206 mét (3.957 ft)